# Odontocera exilis
Odontocera exilis là một loài bọ cánh cứng trong họ Cerambycidae.